# Karine Texier
 (juillet 2025).
Motif : Absence de source secondaire centrée dans cette liste interminable de doublages et rôles mineurs. WP n'est pas une plaquette de présentation ni une base de données.
- Archive Wikiwix
- Bing
- Cairn
- DuckDuckGo
- E. Universalis
- Gallica
- Google
- G. Books
- G. News
- G. Scholar
- Persée
- Qwant
- (zh) Baidu
- (ru) Yandex
- (wd) trouver des œuvres sur Wikidata

| 1. | Préciser le motif de la pose du bandeau. | Précisez le motif de la pose du bandeau en utilisant la syntaxe suivante : {{admissibilité à vérifier\|date=août 2025\|motif=remplacez ce texte par le motif}}                     |
| 2. | Informer les utilisateurs concernés.     | Pensez à avertir le créateur de l'article, par exemple, en insérant le code ci-dessous sur sa page de discussion : {{subst:avertissement admissibilité à vérifier\|Karine Texier}} |

Karine Texier est une comédienne française.

## Biographie
Elle a fait plusieurs danses : classique, moderne, de salon. Karine est mezzo-soprano et pianiste et a étudié le piano pendant 10 ans.
Elle pratique les arts martiaux (tai-chi et kung-fu) et parle couramment l'anglais, le français et l'italien.

## Théâtre
Mises en scène
- Toby ou le Saut du chien, texte et mise en scène de Frédéric Sonntag
- La Petite Sirène, spectacle musical d'après le conte d'Andersen, interprétation, adaptation et mise en scène par Karine Texier, musique de Graciane Finzi, tournées Jeunesses Musicales de France
- Sur les pas d'Alice, spectacle musical d'après Lewis Carroll, interprétation, adaptation et mise en scène par Karine Texier
- Tempéraments de feu, spectacle musical avec Marielle Nordmann
- Bout de table, créé par Jean-Luc Terrade
- Melancholia de Jon Fosse, mise en scène de Benjamin Ducrocq
- Le Livre de la pauvreté et de la mort de Rainer Maria Rilke

## Filmographie
Actrice
- 2003 : Un été de canicule, téléfilm en quatre parties réalisé par Sébastien Grall et diffusé sur France 2 : Marjorie.
- 2015 : Section de recherches (saison 9, épisode 10 : La Règle du jeu) : Viviane Martel
- 2015 : Au revoir... et à bientôt ! réalisé par Miguel Courtois, avec notamment Bernard Lecoq et Florence Pernel, diffusé sur France 3 : Élodie.
- 2016: Meurtres sur le lac Léman,  réalisé par  Jean-Marc Rudnicki et diffusé sur France 3 : Clara Dumont.
- 2018 : Les Innocents, série télévisée diffusée sur TF1 :  Leïla Moreau

## Doublage

### Cinéma

#### Films
- Marley Shelton dans :
  - Scream 4 (2011) : Judy Hicks
  - Rampage : Hors de contrôle (2018) : Dr Kerry Atkins
  - Scream (2022) : Judy Hicks

- Tina Fey dans :
  - Sisters (2015) : Kate Ellis
  - Whiskey Tango Foxtrot (2016) : Kim Baker

- Şenay Gürler (tr) dans :
  - 10 jours du côté du bien (tr) (2023) : Meral
  - 10 jours du côté du mal (tr) (2023) : Meral

- Mille Dinesen dans :
  - Maybe Baby (da) (2023) : Cecilie Sonne
  - Maybe Baby 2 (sv) (2024) : Cecilie Sonne

- 1979[1] : Le Tambour : Agnes Matzerath (Angela Winkler)
- 2003 : Jeepers Creepers 2 : Rhonda Truitt (Marieh Delfino)
- 2003 : Les Associés : Kathy (Sheila Kelley)
- 2003 : Freaky Friday : Dans la peau de ma mère : Stacey Hinkhouse (Julie Gonzalo)
- 2003 : 8 jours et 8 nuits à Cancun : Heidi Vance (elle-même)
- 2005 : Mr. et Mrs. Smith : Jade (Jennifer Morrison)
- 2009 : Meurtres à la St-Valentin : Megan (Megan Boone)
- 2010 : Les Runaways : Sandy West (Stella Maeve)
- 2010 : Les Trois Prochains Jours : Erit (Moran Atias)
- 2011 : L'Irlandais : Aoife O’Carroll (Dominique McElligott)
- 2012 : The Master : Martha (Amy Ferguson)
- 2015 : San Andreas : Serena (Archie Panjabi)
- 2013 : Jobs : Chrisann Brennan (Ahna O'Reilly)
- 2017 : Jungle : Amie (Lily Sullivan)
- 2017 : Kung Fu Yoga : Noumin (Miya Muqi)
- 2018 : Les Faussaires de Manhattan : Anna (Dolly Wells)
- 2018 : Juliet, Naked : Ros Platt (Lily Brazier)
- 2019 : Douleur et Gloire : la radiologue (Eva Martín)
- 2020 : 365 jours : Anna (Natasza Urbańska)
- 2020 : Petite Sœur : Lisa (Nina Hoss)
- 2021 : The Guilty : Jess Baylor (Gillian Zinser) (voix)
- 2023 : Silver et le livre des rêves (de) : ? (?)
- 2023 : La Probabilité statistique de l'amour au premier regard : Violet (Kerry Howard (en))
- 2024 : Madame Web : ? (?)
- 2024 : Mon espion 2 : Mission Italie : Christina (Nicola Correia-Damude)
- 2024 : Le Silence de Mélodie : Dr Hughley (Lauren Piech)
- 2025 : Materialists : ? (?)

#### Film d'animation
- 2006 : Le Journal de Barbie : Tia
- 2009 : Panda Petit Panda : la cuisinière
- 2009 : Panda Petit Panda : Le Cirque sous la pluie : la cuisinière
- 2012 : Les Cinq Légendes : la maman de Jamie
- 2012 : Hôtel Transylvanie : voix additionnelles
- 2013 : L'Île des Miam-nimaux : Tempête de boulettes géantes 2 : voix additionnelles
- 2016 : Vaiana : La Légende du bout du monde : voix additionnelles

### Télévision

#### Téléfilms
- Kelly Hope Taylor dans :
  - L'Enfer de Madison : Obsession (2020) : Evie Turner Brotman
  - L'Enfer de Madison : Manipulation (2020) : Evie Turner
  - L'Enfer de Madison : Révélation (2020) : Evie Turner

- 2008 : Une assistante presque parfaite : Judith Manion (Rachel Hunter)
- 2012 : Au cœur de la famille : Lily (Madeline Zima)
- 2012 : Code Name Geronimo : Vivian (Kathleen Robertson)
- 2015 : Mon futur ex et moi : Jovanna (Tasya Teles)
- 2017 : Un homme entre ma fille et moi : l'inspectrice Leslie Mann (Rachel G. Whittle)
- 2017 : Un Noël de conte de fées : Lady Isabelle (Hayley Sales)
- 2019 : Escort girl pour payer ses études : Stephanie Dodger (Carolyne Maraghi)
- 2020 : Amour, duel et pâtisserie : Brenda (Cherissa Richards)
- 2021 : Qui veut tuer la future mariée : Sloan (Amanda Diaz)
- 2021 : Un homme toxique dans ma vie : Diane Caldwell (Zoe Cramond)
- 2021 : La Famille du secret : May (Jennifer Khoe)
- 2021 : Le Cauchemar d'Arianna : Jordan (Erin Boyes)
- 2022 : La Vengeance d'une orpheline : Audrey (Sami Nye)
- 2022 : Les Six pères Noël : Zoey (Alex Jade)
- 2024 : De la rumeur au scandale : Lydia Morris (Jessie Fraser)

#### Séries télévisées
- Archie Panjabi[2] dans (6 séries) :
  - The Good Wife (2009-2015) : Kalinda Sharma (en) (134 épisodes)
  - The Fall (2013-2014) : le professeur Tanya Reed Smith (9 épisodes)
  - The Widower (2014) : Simone Banarjee (mini-série)
  - Bull (2017) : Arti Cander (saison 2, épisode 8)
  - I Know This Much Is True (2020) : Dr Patel (mini-série)
  - Under the Bridge (2024) : Suman Virk (mini-série)

- Raquel Alessi[2] dans :
  - Standoff : Les Négociateurs (2006-2007) : Lia Mathers (18 épisodes)
  - Charlie's Angels (2011) : Tabitha Williams (épisode 7)
  - Castle (2013) : Selena Rigas (saison 5, épisode 19)

- Susan Kelechi Watson[2] dans :
  - Louie (2012-2014) : Janet (12 épisodes)
  - Happyish (2015) : Sandy (épisode 8)
  - Limitless (2016) : Elo (épisode 14)

- Marley Shelton[2] dans :
  - Eleventh Hour (2009-2010) : Rachel Young
  - La Loi selon Harry (2011) : Tammy Benoit

- Purva Bedi (en) dans :
  - A Gifted Man (2011) : Mme Patel (épisode 4)
  - Qui ment ? (2021-2022) : la principale Gupta (8 épisodes)

- Kate French dans :
  - Les Frères Scott (2009) : Renee Richardson (saison 7)
  - Major Crimes (2013) : Jennifer O'Brien (saison 2, épisode 1)

- Emily Bergl dans :
  - Shameless (2014-2015) : Samantha « Sammi » Slott (21 épisodes)
  - La Fabuleuse Madame Maisel (2018-2023) : Tessie (8 épisodes)

- Bella Heathcote dans :
  - Le Maître du Haut Château (2016-2018) : Nicole Dörmer (18 épisodes)
  - Son vrai visage (2022) : Andy Oliver (mini-série)

- Nicola Correia-Damude dans :
  - Dino Dana (en) (2017-2020) : Maman (33 épisodes)
  - Coroner (2020) : Kelly Hart (saison 2)

- Erinn Hayes dans :
  - Huge en France (2019) : Vivian (8 épisodes)
  - Medical Police (2020) : Dr Lola Spratt (10 épisodes)

- 1999-2006 : À la Maison-Blanche : Ginger (2e voix) (Kim Webster)
- 2006 : New York, section criminelle : Danielle Magee (Natalie Gold)
- 2007-2008 : Les Feux de l'amour : Ann Thorpe (April Parker Jones (en))
- 2007-2009 : Robin des Bois : Lady Marianne (Lucy Griffiths)
- 2007-2011 : Heroes : Gretchen Berg (Madeline Zima)
- 2007-2012 : Big Love : Kathy et Jodeen Marquart (Mireille Enos)
- 2011-2016 : Hell on Wheels : L'Enfer de l'Ouest : Eva (Robin McLeavy)
- 2012 : Psych : Enquêteur malgré lui : Barbie (Jennifer Finnigan)
- 2012 : Castle : Holly Franklin (Jaime Ray Newman)
- 2013 : The Listener : Tanya Wilkes (Carolyne Maraghi)
- 2013 : Anna Karénine : Anna Karénine (Vittoria Puccini)
- 2014 : Low Winter Sun : Katia (Mickey Sumner)
- 2014-2015 : Following : Max Hardy (Jessica Stroup)
- 2015 : Super Fun Night : Hayley (Riki Lindhome)
- 2015-2016 : Mar de plástico : Lola Requena (Nya de la Rubia)
- 2015-2019 : Le Maître du Haut Château : Nicole Dörmer (Bella Heathcote)
- 2016-2017 : Legends of Tomorrow : Courtney Whitmore / Stargirl (Sarah Grey)
- 2016-2020 : Blindspot : Jane Doe (Jaimie Alexander)
- 2017-2018 : 13 Reasons Why : Noelle Davis (Andrea Roth)
- 2018 : Philip K. Dick's Electric Dreams : la mère (Mireille Enos)
- 2018 : iZombie : Katty Kupps (Christina Cox)
- 2018-2020 : Condor : Mae Barber (Kristen Hager) (20 épisodes)
- 2019 : Jessica Jones : Brianna « Berry » Gelden (Jamie Neumann)
- 2019 : Mindhunter : Kay Manz (Lauren Glazier (en))
- 2019 : Beverly Hills : BH90210 : Camille (Vanessa Lachey)
- 2019 : Looking for Alaska : ? (?) (mini-série)
- 2019-2020 : Murder : Chloe Millstone (Kelen Coleman (en))
- 2019-2020 : 9-1-1 : Lena Bosko (Ronda Rousey)
- 2019-2020 : The Twilight Zone : La Quatrième Dimension : Helen Foley (Kimberley Sustad)
- 2020-2021 : The Stand : Ray Brentner (Irene Bedard) (mini-série)
- 2021 : Complètement à cran : Zarah (Anna Granath (sv)) (mini-série)
- 2022 : Inventing Anna : Margaret Vanderburn-Porter (Caitlin FitzGerald) (mini-série)
- 2022-2024 : Halo : Riz-028 (Natasha Culzac) (17 épisodes)
- 2023 : La Traque dans le sang (en) : ? (?)
- 2023 : Berlin Bad Trip (de) : ? (?) (mini-série)
- 2023 : 1670 (en) : Rozalia (Marta Król (pl))
- 2023 : Jane : ? (?)
- 2024 : Je peux te dire un secret ? : Sabrina [Qui ?] (mini-série)
- 2024 : The Signal : ? (?) (mini-série)
- 2024 : Deux sœurs nommées Guerra (de) : Consuelo (Sabrina Seara (es))

#### Séries d'animation
- 2019-2020 : Les Pérégrinations d'Archibald (en) : la narratrice
- 2023 : Archer : Clarissa (saison 14, épisode 3)
- 2024 : Arcane : Sevika (saison 2)
- 2024 : Four Knights of the Apocalypse : voix additionnelles (saison 2)